# Хаткевич Єгор Тадеушевич
Єгор Тадеушевич Хаткевич (біл. Ягор Тадэвушэвіч Хаткевіч, нар. 9 липня 1988, Мінськ) — білоруський футболіст, воротар казахстанського клубу «Туран» (Туркестан) та національної збірної Білорусі. Виступав також за низку білоруських і закордонних клубів. Дворазовий володар Кубка Білорусі.

## Клубна кар'єра
Єгор Хаткевич народився 1988 року в місті Мінськ, та є вихованцем футбольної школи клубу БАТЕ. У 2006 році борисовський клуб віддав воротаря в оренду до клубу «Ліда», в якій того року він провів 7 матчів чемпіонату. У 2007 році Хаткевич став гравцем мінського клубу МТЗ-РІПО, який у 2008 році віддав футболіста в короткотривалу оренду до шведського клубу «Юнселе».
У 2009 році Єгор Хаткевич перейшов до клубу «Вітебськ», проте в цьому клубі в основному складі не зіграв, і з 2010 року воротар виступав у клубі «Ведрич-97», у якому виступав до 2012 року.
У 2013 році Хаткевич грав у складі клубу «Гомель», а в 2014—2015 роках виступав у складі клубу «Нафтан». У 2016 році воротар перейшов до клубу «Торпедо-БелАЗ», у складі якого в цьому ж році став володарем Кубка Білорусі.
З 2018 до 2020 року Єгор Хаткевич грав у складі клубу «Іслоч». У 2021 році футболіст перейшов до складу команди «Динамо» (Мінськ), у якій виступав до кінця 2022 року.
На початку 2023 року білоруський воротар перейшов до складу казахського клубу «Атирау», в якому грав до кінця 2024 року. З 2025 року Хаткевич грає у складі іншого казахського клубу «Туран» (Туркестан).

## Виступи за збірну
У 2020 році Єгор Хаткевич дебютував у складі національної збірної Білорусі. У складі збірної грав до 2022 року, та провів у її складі 7 матчів, пропустивши 8 голів.

## Титули і досягнення
- Володар Кубка Білорусі (2):

МТЗ-РІПО: 2007–2008: «Торпедо-БелАЗ»: 2015–2016